# Луїджі Кастільйоне
Луїджі Кастільйоне (італ. Luigi Castiglione; 8 квітня 1967, Сан-Северо) — італійський професійний боксер, чемпіон світу за версією WBU (1997—1998, 1999) в другій найлегшій вазі та чемпіон Європи за версією EBU (2000) в легшій вазі, призер чемпіонату Європи серед аматорів.

## Спортивна кар'єра
1985 року Луїджі Кастільйоне виграв бронзову медаль на молодіжному чемпіонаті світу.
На чемпіонаті Європи 1989 програв в першому бою Ншану Мунчян (СРСР), а на чемпіонаті світу 1989 — Ерденентсогту Тсогтджаргал (Монголія) .
На чемпіонаті Європи 1991 здобув три перемоги, а у фіналі програв Івайло Марінову (Болгарія) — 6-16.
На чемпіонаті світу 1991 програв в першому бою Рохеліо Марсело (Куба).
На Олімпійських іграх 1992 програв в першому бою південнокорейському боксеру Чо Дон Бом.
Після Олімпіади перейшов до професійного боксу. За винятком двох поєдинків, бої проводив у Італії. 19 квітня 1997 року виграв вакантний титул чемпіона світу за маловідомою версією WBU в другій найлегшій вазі, яким володів з перервою до кінця 1999 року.
6 жовтня 2000 року виграв вакантний титул чемпіона Європи за версією EBU в легшій вазі, який втратив в наступному бою.
Завершив кар'єру 2002 року.